# Bṛhaspati

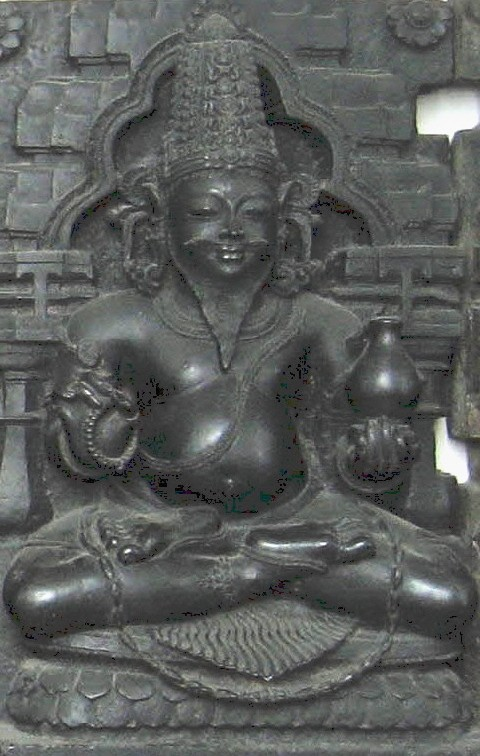
Brihaspati

Bṛhaspati (devanagari: बृहस्पति) è un personaggio della mitologia induista, citato nel Ṛgveda. Rappresenta l'incantesimo magico personificato, dio della pietà e della devozione; è il guru degli dei e per questo è chiamato anche Deva-guru.

## Genealogia
A volte è detto figlio di Tvaṣṭṛ, mentre è più spesso indicato come figlio del rishi Angiras, da cui anche il nome di Angirasa. La sua consorte è Tārā, una divinità celeste, e ha per figli altri importanti saggi tra cui Bharadvaja e Kacha.

## Mitologia
In alcuni miti egli è un rishi (saggio), mentre altre volte è raffigurato come un dio. Più tardi sarà identificato con il pianeta Giove, e come tale è uno dei Navagraha e dà il nome al giorno del giovedì (Guruvār).
Secondo la mitologia, sarebbe l'autore del trattato giuridico Bṛhaspatismrti ("il Codice di Bṛhaspati"), scritto intorno al I secolo d.C.. Interamente in sanscrito, questo testo, molto frammentario, in versi e con alcuni passaggi in prosa, è un commento al Manavadharmasastra. Con questo scritto, Bṛhaspati spiega, commenta e, talvolta, corregge, le norme del Manavadharmasastra. 
Bṛhaspati è anche il nome di un antico filosofo materialista (charvaka)